# 扶隆镇
扶隆乡，是中华人民共和国广西壮族自治区防城港市防城区下辖的一个乡镇级行政单位。

## 行政区划
扶隆乡下辖以下地区：
扶隆社区、那勤社区、扶隆村、那其村、北基村、田心村、点灯村、电六村、那果村、西江村、那勉村、大江边村、桂坝村、南江村、那农村、教良村和那勤村。